# PLUS
（或稱為）是全球性、跨銀行的櫃員機網絡，支援所有卡（包括信用卡、支賬卡等）。目前，全世界有170個國家、超過1,000,000部連上PLUS網絡的櫃員機。
只要使用Visa, Visa Debit, Visa Delta及Visa Electron，PLUS可以同時作為一個單獨網絡和連上區域性跨銀行網絡。目前，全球有1.44億張PLUS卡，其中未計算以PLUS作第二網絡的櫃員機卡。
PLUS 於美國及加拿大被廣泛使用，主要對手有STAR、NYCE 、美國 Pulse 及加拿大Interac。於印尼及印度，也有不少競爭者。不過全球性的主要對手，則為Mastercard的Cirrus。

## 外部連結
- PLUS Fact Sheet（页面存档备份，存于）
- Visa ATM locator（页面存档备份，存于）
- Visa Plus Review